# Alisha Glass
Alisha Glass (ur. 5 kwietnia 1988 w Leland) – amerykańska siatkarka, reprezentantka kraju, grająca na pozycji rozgrywającej.

## Kariera sportowa
W sezonie 2011/2012 była zawodniczką Atomu Trefl Sopot. Na Igrzyskach Olimpijskich 2016 z drużyną narodową USA zdobyła brązowy medal i została najlepszą rozgrywającą turnieju. Po igrzyskach ogłosiła zawieszenie kariery, stwierdziła, że chce spędzić czas z rodziną.

## Sukcesy klubowe
Mistrzostwa Uniwersyteckie:
- 2007, 2008, 2009

Mistrzostwo Brazylii:
- 2011

Mistrzostwo Polski:
- 2012

Mistrzostwo Portoryko:
- 2013

Puchar CEV:
- 2014

Mistrzostwo Turcji:
- 2014

Mistrzostwo Włoch:
- 2016

## Sukcesy reprezentacyjne
Puchar Panamerykański:
- 2012, 2013
- 2010, 2011

Volley Masters Montreux:
- 2010

Grand Prix:
- 2010, 2011, 2012
- 2016

Mistrzostwa Ameryki Północnej, Środkowej i Karaibów:
- 2011, 2013, 2015

Puchar Świata:
- 2011
- 2015

Puchar Wielkich Mistrzyń:
- 2013

Mistrzostwa Świata:
- 2014

Igrzyska Olimpijskie:
- 2016

## Nagrody indywidualne
- 2010 – Najlepsza rozgrywająca podczas fazy eliminacyjnej Grand Prix
- 2010 – Najlepsza rozgrywająca World Grand Prix[2]
- 2013 – Najlepsza rozgrywająca Grand Prix
- 2013 – Najlepsza rozgrywająca Mistrzostw Ameryki Północnej, Środkowej i Karaibów
- 2014 – Najlepsza rozgrywająca Mistrzostw Świata[3]
- 2016 – Najlepsza rozgrywająca Igrzysk Olimpijskich w Rio de Janeiro